# Zbojnícký hrad
Zbojnícký hrad (nebo Solnohrad) je hrad v Slanských vrších na Slovensku. Zřícenina stojí na západním úpatí vrchu Tři chotáre (1025,2 m n. m.) na strmém místě zvaném Zámek v nadmořské výšce 661 m v katastrálním území obce Ruská Nová Ves.

## Stavební podoba
Zbytky kamenného hradu jsou na skalní vyvýšenině s rozměry 45 × 35 metru, která má na severní, jižní i západní straně strmé srázy. Její klesání východním směrem vytvářelo dvě přirozené při stavbě hradu upravované terasy. V jihozápadní části v horním hradě, o rozměrech 45 × 12 metru byla při okraji plošiny čtvercová věž s rozměry 8 × 8 metru (zachována pouze polovina). Její interiérová kruhová část s průměrem 4,5 metru měla dřevěné trámové stropy. Horní hrad na okrajích skalní plošiny chránilo kamenné obvodové opevnění, z něhož se zachoval 130centimetrový fragment na jižní straně. Ve středu vrcholové plošiny nedaleko věže byla větší palácová stavba s rozpoznatelnými rozměry 17 × 8,5 metru, jejíž suterén byl pod úrovní skály. Severní obvodová strana paláce byla součástí obvodového opevnění. Výškový rozdíl třináct metrů a úzký nástupní prostor pravděpodobně dovolovaly pouze pěší výstup do horního hradu. Na této jediné schůdné straně, po níž vedla i přístupová cesta, byl hrad chráněn třináct metrů širokým příkopem, který je dodnes hluboký 2,5–3 metry. Na níže položeném dolním nádvoří, které je dlouhé deset metrů se na severní straně zachovala pouze část zděného obvodového opevnění, o tloušťce zdiva 120 cm a část kruhové věže s průměrem pět metrů. Tato obvodová zeď se zřejmě táhla po celé délce nádvoří až ke vstupní bráně. V konfiguraci terénu je hradní vrch dobře čitelný a skalní plošiny umožňuje výhled do krajiny.

## Přístup
Na hrad vede přímo z Prešova po červené turistické značce směrem do Ruské Nové Vsi.

## Galerie

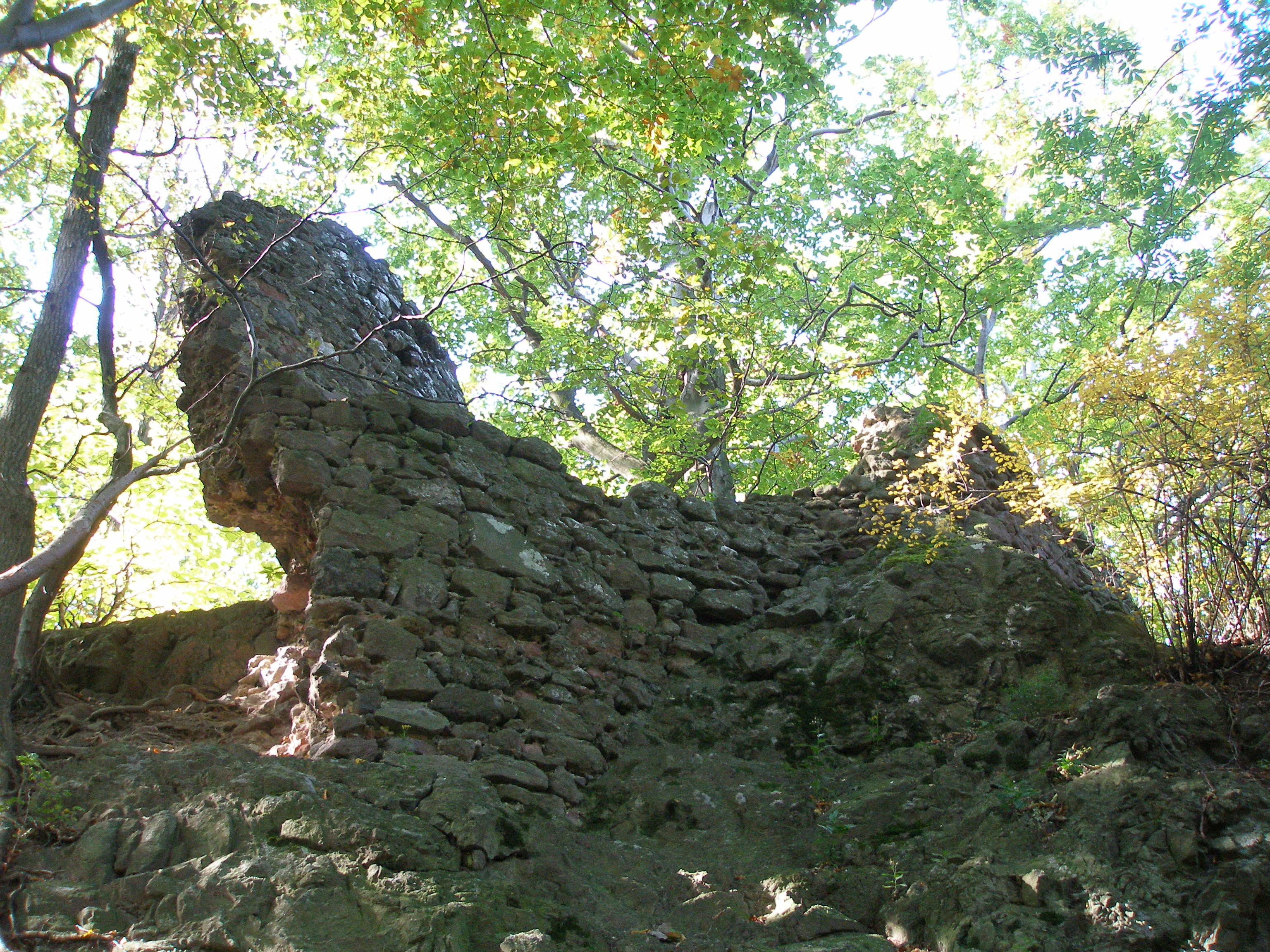
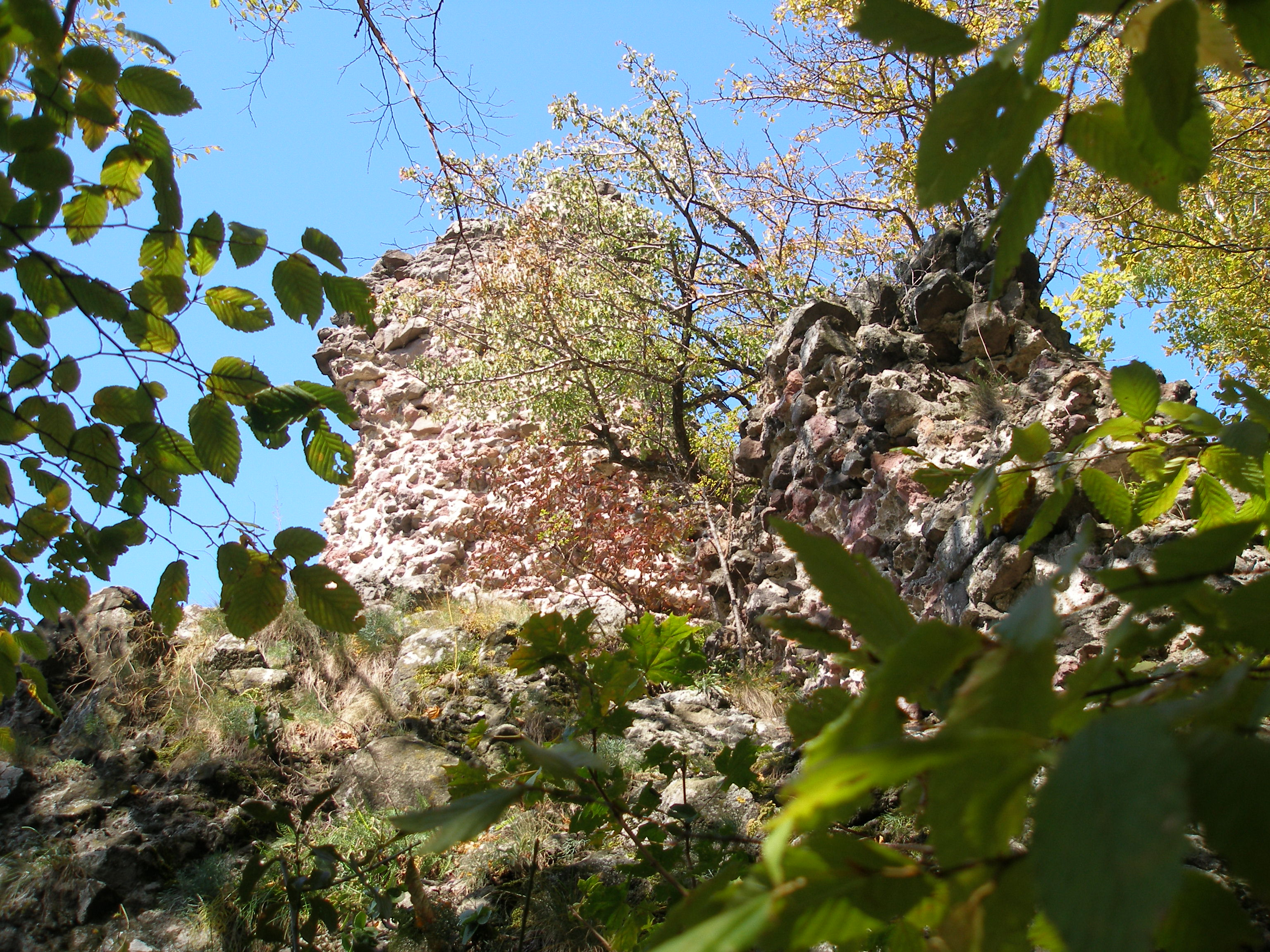
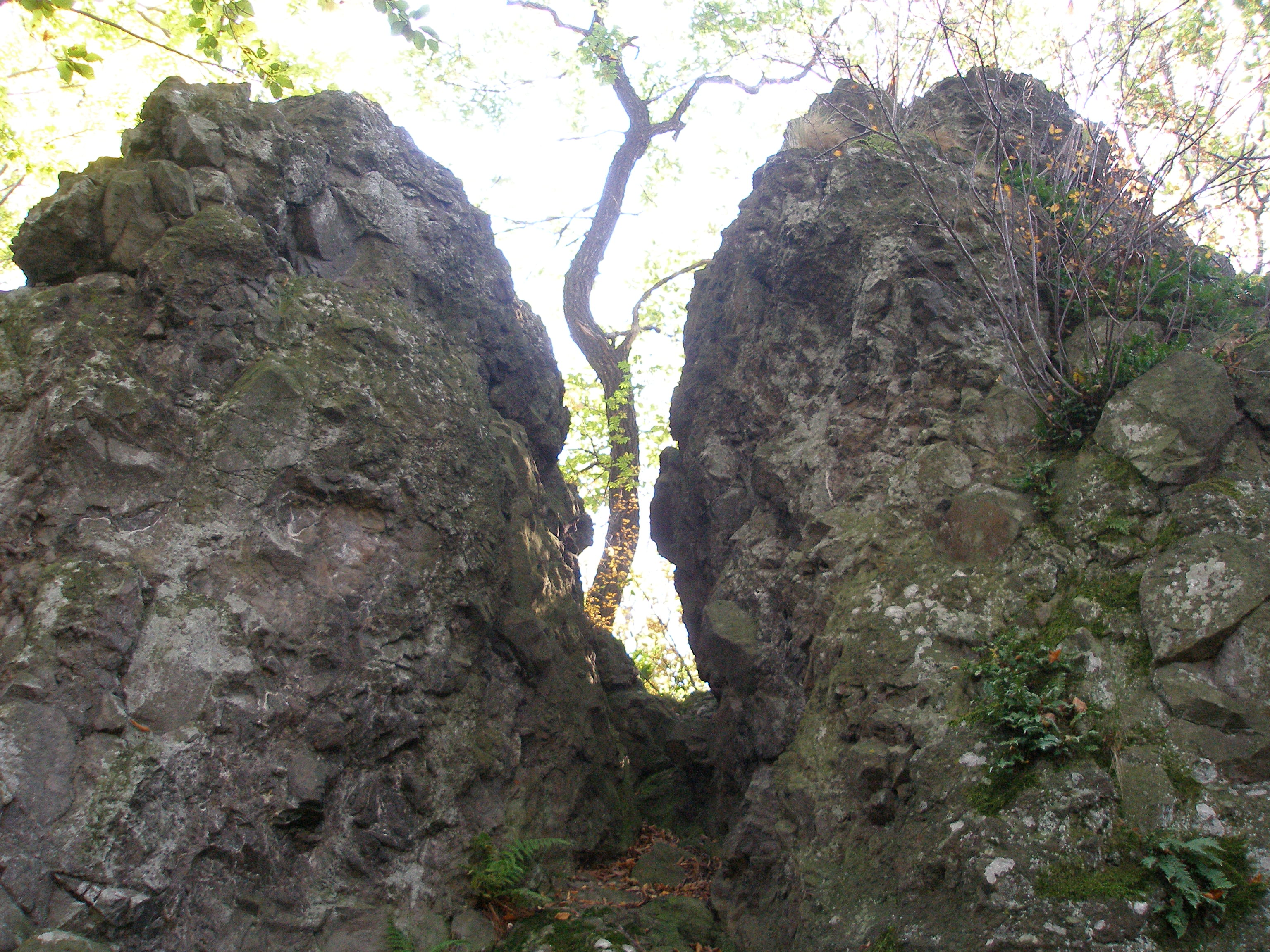
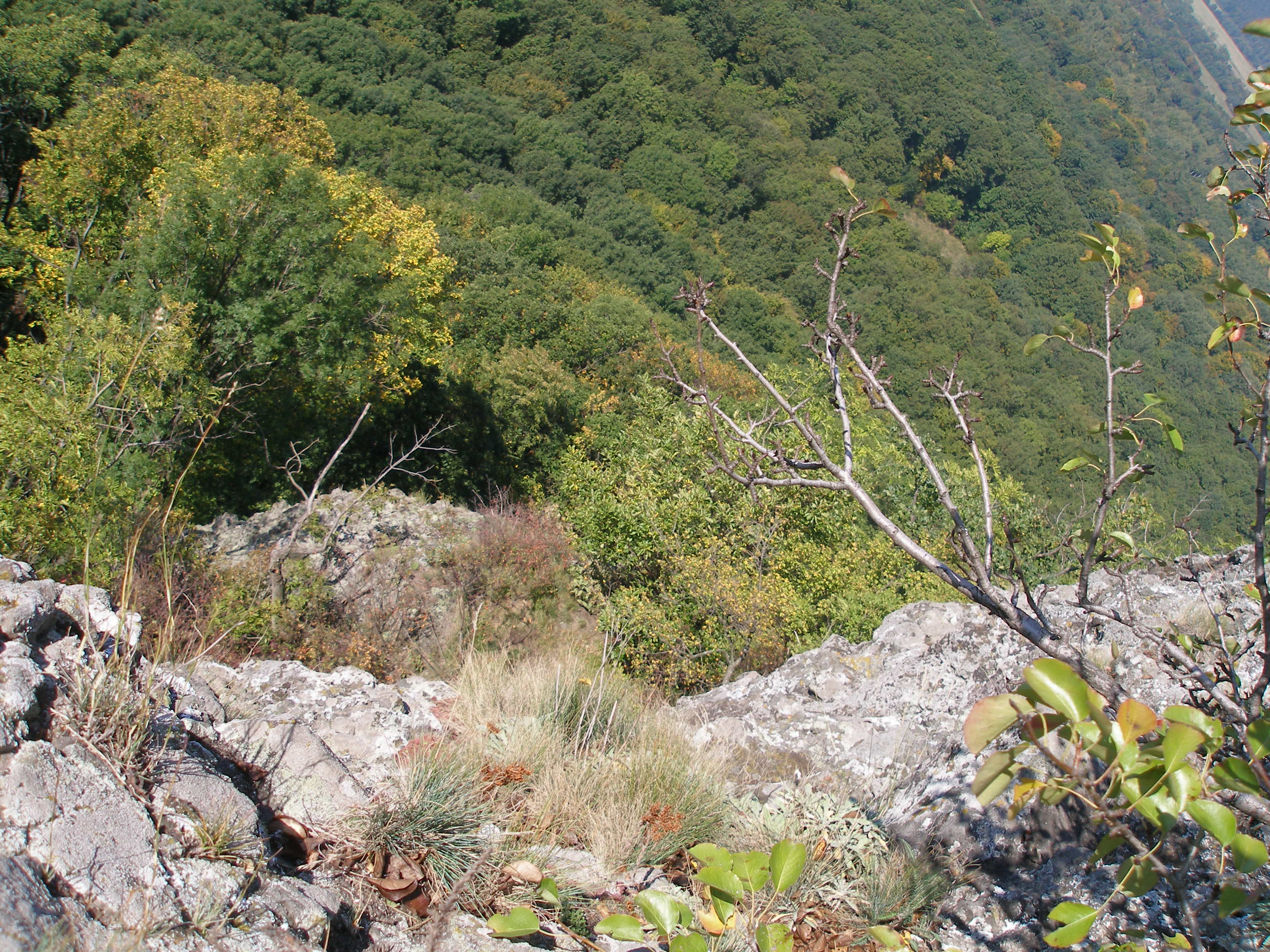